# Márcio Greyck
Márcio Greyck (Belo Horizonte, 30 agosto 1947) è un cantante, musicista e attore brasiliano, noto anche come Marcio Greick.

## Biografia
Greyck ha esordito nel 1967, subito dopo aver concluso l'istituto tecnico commerciale, col lancio di un album contenente cover dei Beatles più una canzone propria, Venha Sorrindo. Per qualche tempo ha alternato l'attività musicale a quella di interprete di fotoromanzi, ma in seguito si è dedicato quasi completamente al canto pur non disdegnando di cimentarsi come attore cinematografico.
Negli anni 70 Greyck ha toccato l'apice del successo con la canzone Impossível Acreditar Que Perdi Você: il singolo venderà 600 000 copie, restando sei mesi consecutivi nella hit parade brasiliana relativa . Ne saranno poi realizzate più di 60 cover, la più nota delle quali è quella eseguita da Fábio Jr..
Ha inciso brani fortunati come O Mais importante é O Verdadeiro Amor (cover in portoghese di Tanta voglia di lei dei Pooh), Aparências, O Travesseiro, Reencontro, O Infinito (altra cover di una canzone italiana, L'infinito di Massimo Ranieri).
Apprezzatissimo in patria e in Portogallo, è molto amato anche nell'area ispanofona, avendo egli tradotto alcune sue canzoni in castigliano, con ottimi riscontri di vendite.
Greyck è uno degli artisti brasiliani col maggior numero di apparizioni nei programmi televisivi del suo Paese: ne ha anche condotto uno, O mundo é dos jovens, su Tv Tupi.  Vanta inoltre numerose partecipazioni a festival musicali sudamericani, compreso il Festival di Viña del Mar, nel 1983, cui ha fatto seguito la pubblicazione dell'album Márcio Greyck VI in vari Paesi come Stati Uniti, Canada, Messico, Cuba, Panama, El Salvador, Spagna, Portogallo, Italia.
Nel 2012 il suo cavallo di battaglia Impossível Acreditar Que Perdi Você è stato inserito nel film Cine Holliúdy, dove Greyck ha anche sostenuto un piccolo ruolo, in una sequenza caratterizzata da autorefenzialità essendovi presenti allusioni ad altri suoi brani di successo.
Nel 2021, dopo ben 34 anni, Greyck ha inciso un nuovo disco con soli brani inediti, Envolver. 

## Vita privata
Ha due figli maschi, Rafael Greyck e Bruno Miguel, anche loro personaggi di spettacolo. Marcio Greyck è stato sposato per due volte con la stessa donna, Maria da Conceição Miguel, ma entrambi i matrimoni sono finiti col divorzio. Rafael Greyck è nato dal primo matrimonio, Bruno Miguel dal secondo.

## Discografia
- 1967 - Márcio Greyck I
- 1968 - Márcio Greyck II
- 1969 - Márcio Greyck III
- 1971 - Corpo e Alma
- 1974 - Márcio Greyck IV
- 1979 - Sentimento
- 1981 - Aparências
- 1982 - Márcio Greyck V
- 1983 - Márcio Greyck VI
- 1983 - Marcio Greyck (En Castellano)
- 1987 - Pés no Chão e Coração nas Nuvens
- 1997 - No Tempo, No Ar e No Coração...
- 1998 - O Mais Importante
- 2008 - Pra Sempre
- 2021 - Envolver

## Filmografia
- Em Ritmo Jovem (1966)
- Amor em Quatro Tempos (1968)
- Cine Holliúdy (2012)